# Meteor Garden (série télévisée, 2018)
Meteor Garden (chinois : 流星花园 ; pinyin : Liúxīng Huāyuán) est une série télévisée chinoise diffusée du 9 juillet au 29 août 2018 sur Hunan Television. La série est basée sur la première série Meteor Garden et sur la série japonaise de manga shōjo Hana yori dango écrite par Yoko Kamio. La série est produite par le fabricant de la série taïwanaise originale Angie Chai et dirigée par Lin Helong,.

## Synopsis
L'histoire est centrée sur une fille ordinaire, Dong Shan Cai (Shen Yue), qui est acceptée dans la plus prestigieuse université du pays. Elle rencontre F4, un groupe exclusif composé des quatre garçons populaires de l'institution - Dao Ming Si (Dylan Wang), Hua Ze Lei (Darren Chen), Yan Ximen (César Wu) et Feng Meizuo (Connor Leong). Shan Cai est une fille d'une famille qui parvient à peine à joindre les deux bouts. En raison de la nature de sa personnalité, elle se heurte immédiatement à F4, en particulier à Dao Ming Si, gâté, arrogant et intimidateur. Elle reste provocante même après être devenue une cible de Dao Ming Si et juste au moment où elle est sur le point d'abandonner, Hua Ze Lei semble toujours se présenter pour la réconforter. Finalement, les quatre garçons commencent à reconnaître la personnalité inflexible de Shan Cai qui lui ressemble, qui est celle d’une herbe qui ne peut jamais être abattue. Elle commence également à voir le bien chez les garçons, ce qui ouvre la voie à une amitié et à une histoire d'amour. Cependant, le joyeux scénario de l’amour et de l’amitié s’arrête alors que de nombreux problèmes et circonstances liés à la famille et aux incidents font obstacle.

## Distribution

### Acteurs principaux
- Shen Yue : Dong Shan Cai (董杉菜)
- Dylan Wang : Dao Ming Si (道明寺)
- Darren Chen : Hua Ze Lei(花澤類)
- Connor Leong : Feng Mei Zuo (冯美作)
- Caesar Wu : Yan Xi Men (彦西門)

### Acteurs secondaires
- Li Jiaqi : Jiang Xiaoyou
- Liu Yinhao : Chen Qinghe
- Sun Qian : He Yuanzi / Xiao Zi
- Dee Hsu : Daoming Zhuang
- An Ziyi : Li Xinhui
- Dong Xin : Li Zhen
- Wang Lin / Lilian Wang : Daoming Feng
- Sun Yihan : Teng Tangjing
- Wang Runze : Tian Ye
- Blake Abbie : Thomas
- Wang Zi Zhen : Jiang Baihe
- Liu Ye : Zhou Caina
- Zhao Hua Ran : Yan Shunping

## Diffusion internationale
- ABS-CBN
- SCTV
- 8TV
- Netflix (Indisponible depuis le 1er Décembre 2024)

## Autres versions
- Hana yori dango
- Meteor Garden (CTS, 2001)
- Meteor Garden II (CTS, 2002)
- Meteor Rain (2002)
- Hana Yori Dango (TBS, 2005)
- Hana Yori Dango Returns (TBS, 2007)
- Boys Over Flowers (KBS 2TV, 2009)
- F4 Thailand : Boys Over Flowers (GMM 25, 2021)